# Bembidion pamiricola
Espèce
Bembidion pamiricola est une espèce de coléoptères de la famille des Carabidae.